# Francisco Antonio de Escalada
Francisco Antonio de Escalada fue un destacado funcionario de la ciudad de Buenos Aires durante los últimos años del Virreinato del Río de la Plata y los primeros de las Provincias Unidas del Río de la Plata, y uno de los principales comerciantes de la ciudad. Presidió en numerosas ocasiones el Cabildo de Buenos Aires y llegó a encabezar de manera provisoria el gobierno.

## Biografía

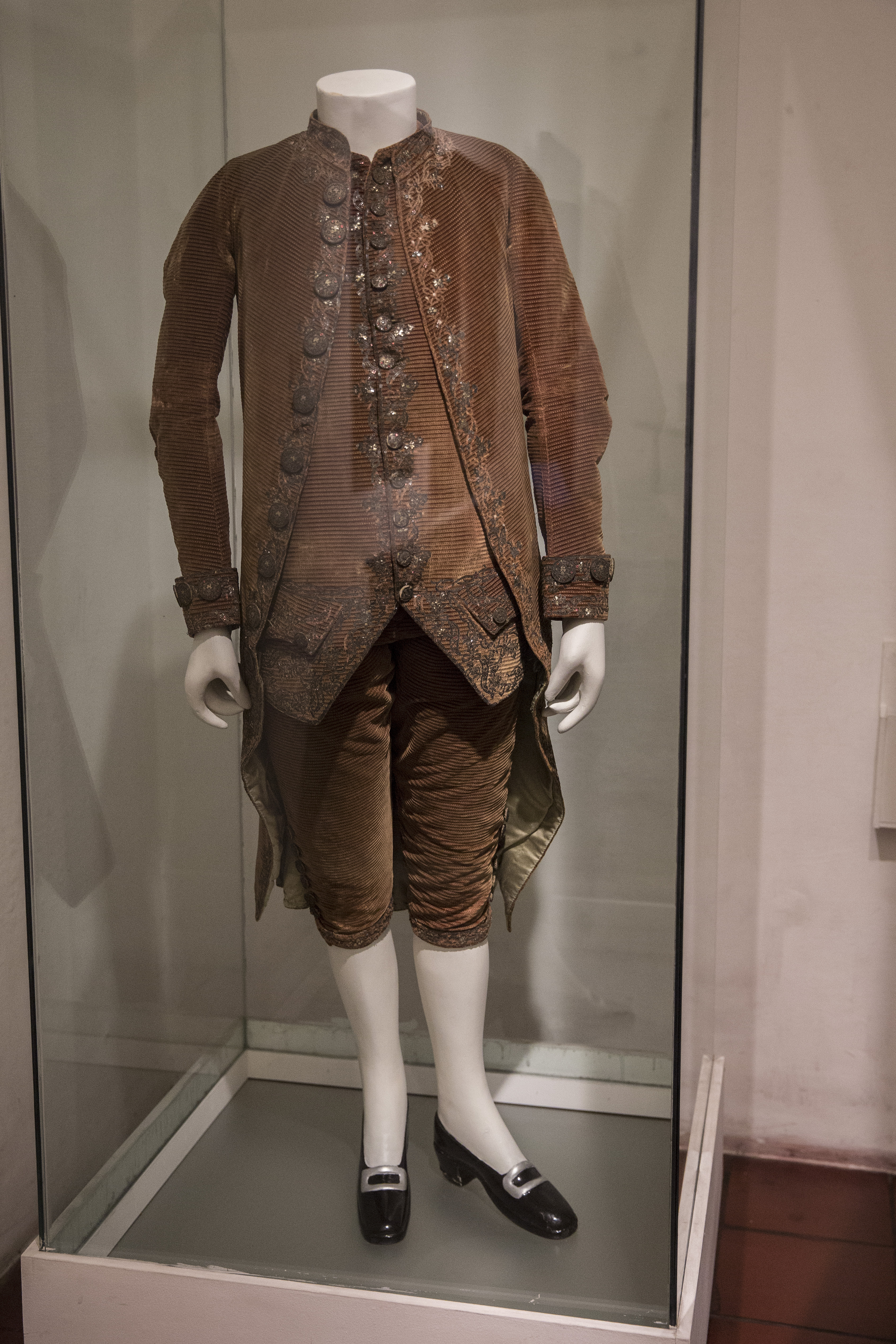
Traje de alférez real perteneciente a Escalada, exhibido en el museo del Cabildo de Buenos Aires.

Francisco Antonio de Escalada y Sarria nació en Buenos Aires y fue bautizado el 27 de septiembre de 1749. Fue hijo del español Manuel de Escalada y Bustillo de Ceballos, el más acaudalado comerciante de la ciudad, y de Luisa de Sarria y Leal de la Plaza, nativa de Concepción, Chile.
Tanto él como su hermano Antonio José eran hijos naturales de Luisa de Sarria y Leal de la Plaza legitimados como de Manuel de Escalada y Bustillo de Ceballos por el Rey Carlos III de España en 1772, tal como Antonio José expone en el pedido de Real Provisión de Hidalguía presentado en la Cancillería de Valladolid, como el mismo Manuel confirma en su testamento donde afirma que "Francisco Antonio y Antonio Joseph mis hijos naturales los tuve de soltero en la expresada doña Luisa de Sarria", y Luisa de Sarria en el suyo, en el que establece como sus herederos a sus:"hijos naturales, havidos de barón que no tuvo embarazo, impediente ni dirimente, para haverse casado conmigo, nombrados Francisco Antonio de edad de doze años, y Antonio Joseph de diez, los cuales se mantienen y se han mantenido en mi compañía".
Tras la muerte de su madre, el 13 de febrero de 1762, el padre los llevó a su casa para darles los primeros estudios, los que ellos no quisieron proseguir.
En 1774 su padre dictó testamento y les dejó a los hermanos un tercio de su fortuna, dejando el resto a sus hermanos Fernando, afincado en España, y Miguel, quien vivía en Nueva España (México).

Tra la muerte de su padre, Antonio José viajó a España, con poderes otorgados por Francisco Antonio, a fin de disponer con su tío Fernando de Escalada el destino de los bienes paternos en Castañeda. Durante su permanecía, acordó el casamiento de su prima segunda María Gertrudis Bustillo de Ceballos, de 13 años, con su hermano Francisco Antonio, posiblemente para evitar un posible pleito sucesorio entre los Escalada y los Bustillo.
En 1776 Antonio José de Escalada regresó al Río de la Plata en la fragata Santa Rosalía. En Montevideo transbordaron a la lancha de cabotaje Nuestra Señora de Begonia y el 25 de febrero, anclados frente a la rada de Buenos Aires, se efectuó la boda por poder, ya que Francisco Antonio de Escalada permaneció aún entonces en el muelle.
El matrimonio se instaló en la casa familiar de la calle de la Trinidad (hoy Bolívar). Ese mismo año nació su primer hijo, Josef Manuel Eugenio.
Al igual que su padre, Francisco Antonio se dedicó al comercio local, en tropas de carretas que arribaban a Buenos Aires con guías despachadas en la guardia de Luján, y de ultramar.

### Cabildo (1777-1779)

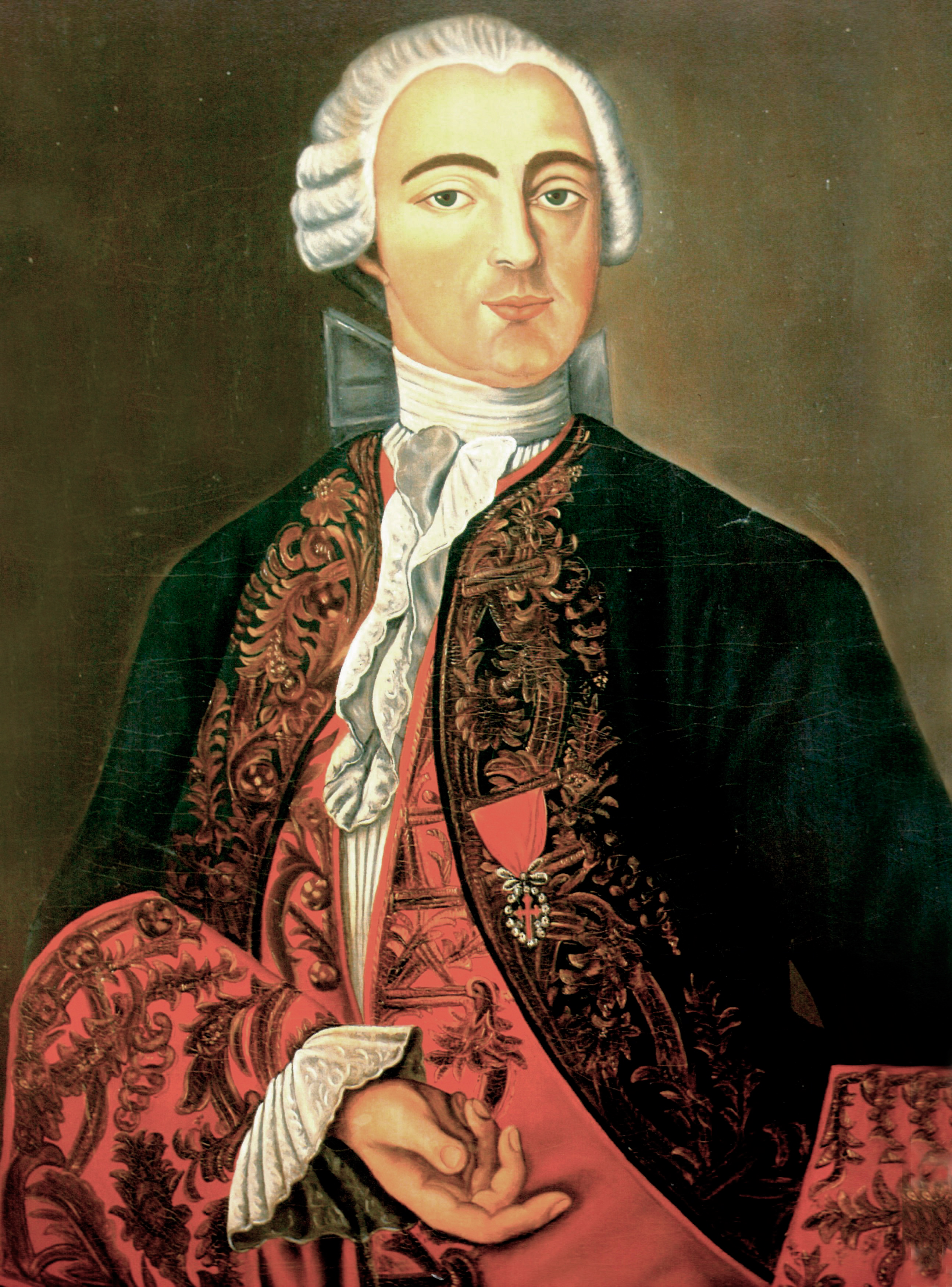
Pedro de Cevallos.

El 1 de enero de 1777 Francisco Antonio fue nombrado regidor, Alférez Real, defensor de pobres y tesorero de propios del Cabildo de Buenos Aires y el 7 de mayo se le designó procurador general interino.
El 16 de junio de 1778 fue comisionado por el Cabildo, junto con el regidor Cecilio Sánchez de Velasco, "para correr con la compostura del Fuerte y funciones de comida para el recibimiento del Exmo. Señor Virrey (Vértiz), que por instantes se esperaba", pero Escalada era partidario del virrey saliente Pedro de Cevallos por lo que se excusó mediante escrito dirigido al Escribano capitular Pedro Nuñez aduciendo "la imposibilidad en que se halla para desempeñar este encargo con el esmero que desea".
En efecto, el 9 de abril de ese año, ya nombrado Vértiz (aunque en viaje aún), se presentó una representación en el Cabildo solicitando la permanencia de Cevallos. Redactada por el síndico procurador general Bernardo Sancho de Larrea (marido de una Cevallos), fue firmada por Francisco Antonio de Escalada, y por los capitulares Judas Joseph de Salas, Manuel Martínez de Ochagavía, Diego Mantilla de los Ríos, Miguel Mansilla, Manuel Joaquín Tocornal, Pedro Díaz de Vivar, Cecilio Sánchez de Velasco, Manuel Joaquín de Zapiola y Juan Antonio de Lezica.
El 28 de mayo de 1779 se recibió la respuesta del Ministro Universal de Indias, José de Galves, Marqués de Sonora, quien comunicaba al Cabildo que esa representación efectuada cuando estaba ya nombrado su sucesor era considerada un agravio a "la buena reputación y honor del Sr. Virrey don Juan Joseph de Vértis", por lo que el Rey había resuelto desterrar por un año a las Islas Malvinas a Sáncho de Larrea y a Judas Josseph de Salas y condenar a Francisco Antonio de Escalada y los restantes firmantes a no poder ocupar cargos en la ciudad por un sexenio.

### El precio de "reír un rato" (1779)
A fines de agosto de ese año circuló en la ciudad un papel anónimo que ridiculizaba a 45 vecinos y vecinas destacadas, especialmente de los Alvear y los Balbastro. Denominado "Noticia individual de los sujetos y cosas que más chocan en esta ciudad de Buenos Aires", afectaba a empleados del gobierno incluyendo entre esos sujetos y cosas a "Ibáñez el Majo" (Pascual Ibáñez, Sargento Mayor de la Plaza), a "lo tieso de Velasco" (Sebastián Velasco, Oidor de la Real Audiencia), a "la cara asustada de Zenzano" (José Zenzano, Escribano de Gobierno) y a "la fachenda del Contador de Exército, y las narices de su mujer" (Francisco de Cabrera, Contador también de la Real Hacienda y su consorte Josefa Ortíz).
Una copia llegó a manos del virrey Vértiz, quien enterado de que el papel había aparecido por primera vez en casa de Escalada, el 23 de agosto dictó encargó al Ayudante primero de la Plaza Pascual Ibáñez y al Escribano de Gobierno José Zenzano, descubrir al autor de esos escritos, "papeles sediciosos, que se leen incautamente, sin conocer el artificio de sus compositores y contraventores de las disposiciones prohibitivas respecto de pasquines, sátiras, versos, manifiestos u otros papeles injuriosos a personas públicas o a cualquier particular, como se verifica con el que se dirigió a las casas de don Francisco de Escalada, que se pondrá por cabeza de proceso; debiendo ser examinado, en primer lugar, el dicho don Francisco, para que manifieste como llegó a sus manos el original de ese anónimo, que debe entregar con su cubierta o sobre".
Escalada declaró que la noche del 11 de agosto estaban reunidos en su casa, jugando al revesino, el doctor José Vicente Carrancio, Bonifacio de Aramburu, el notario Eufrasio José Boyso, José de San Pedro Lorente, Francisco José Díaz Vélez, Manuel del Moral, Agustín Wright, Manuel del Cerro, Manuel José de Labardén  y el capitán de navío Pedro de Cárdenas Blancardi, cuando desde la calle alguien arrojó un sobre que decía; "A don Francisco Antonio de Escalada; suplico a V. la lea en su Tertulia y procure su publicación pasándola a lo de Zenzano". 
El doctor Carrancio se guardó la carta sin abrirla, y al día siguiente escribió a Francisco Antonio que "la carta es un convite que se hace a la tertulia y es preciso que usted lo convoque para esta noche, pues no tiene otro objeto que reír un rato". Esa noche en una nueva tertulia se leyó el panfleto, pero en vez de entregarlo después a las autoridades se hicieron copias que circularon de mano en mano. 
El 27 de agosto el Virrey condenó a Carrancio a cárcel domiciliaria, bajo pena de 2.000 pesos y embargo, por introducir el anónimo en lo de Escalada y a los hermanos Francisco Antonio y Antonio José de Escalada, y a Agustín Wright, a tener por prisión la ciudad, bajo la misma pena de 2.000 pesos de incumplirla, por haberlo difundido.
El 30 de enero de 1780 los Escalada presentaron una queja al rey Carlos III por intermedio del Consejo de Indias por el "agravio que experimentaron en su reputación y crédito, de resultas de un papel anónimo".

### Reivindicación (1780-1784)

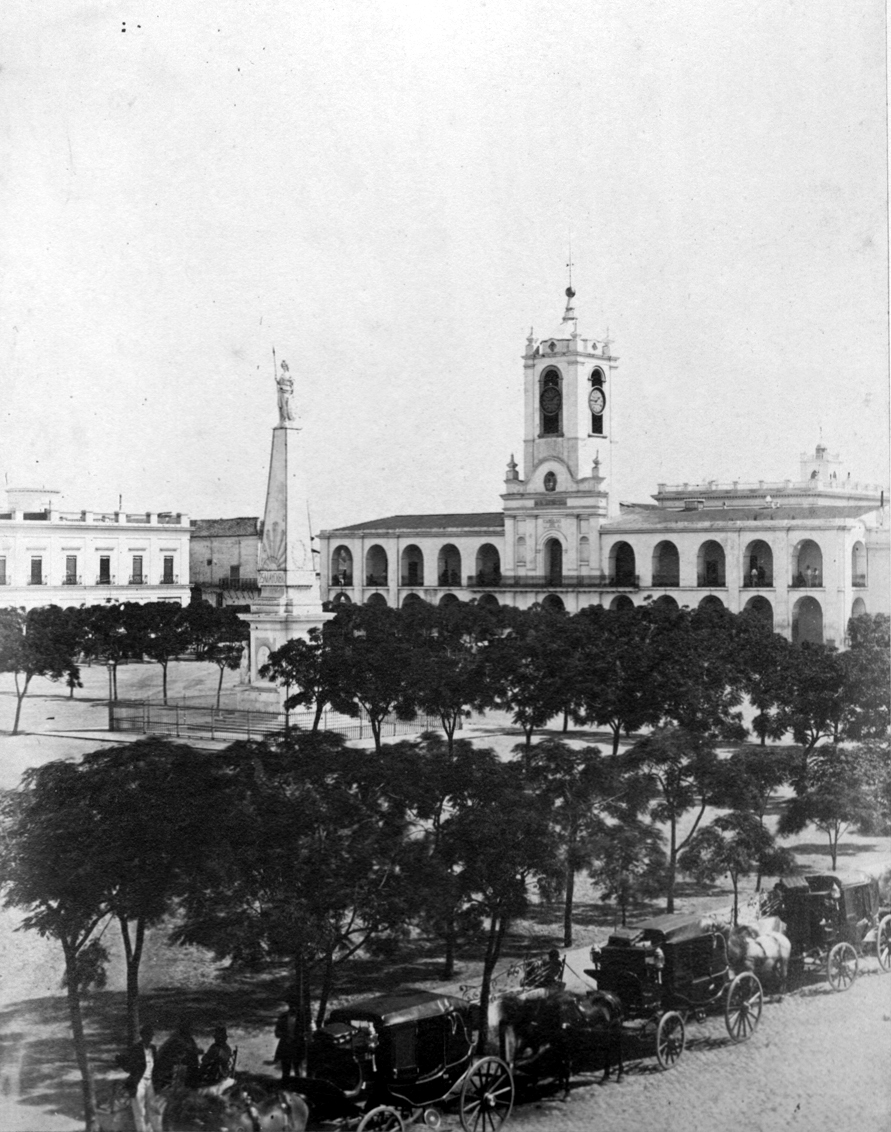
Cabildo de Buenos Aires (1864).

El 13 de octubre de 1780, pese a estar aún interdicto, el Cabildo lo hizo llamar a su Sala de acuerdos y se le manifestó a manera de desagravio "la gratitud con que había mirado su generosidad en el suplemento gracioso, y sin interés, que havía hecho a la Thesorería de Propios de los pesos y caudales que se necesitaron para los gastos del resivimiento del Exmo. Sr. Primer Virrey dn. Pedro de Cevallos, y que esperaba de su amor a la Patria la continuazión de su generosidad para adelante".
El 27 de junio del siguiente año, el Cabildo reconoció en una acordada "los méritos que ambos Escalada y su difunto padre contrajeron en obsequio y veneficio de esta República". 
Enunciaba los méritos de Francisco Antonio, indicando que fue elegido en 1777, "Regidor y Defensor de Pobres, Tesorero de Propios y Alférez Real, para el paseo del Real Estandarte, la víspera y día del Glorioso Patrón el Sr. San Martín, cuyas respectivas obligaciones , no se puede negar, las desempeñó con el particular amor, eficacia y generosidad que es público ... como igualmente lo verificó en varias comisiones particulares ... como en las fiestas anuales del Santísimo Corpus Christi y San Bonifacio ... y fue diputado, con don Pedro Díaz de Vivar, para el aseo del Palacio que, a expensas de este Cavildo, se preparó al Exmo. Sr. primer Virrey don Pedro de Zevallos; y con don Pedro Alvarado (organizó) el expléndido convite de tres días que en su resivimiento se le dio, proporcionando ... con zelo infatigable, como con la generosidad con que suplicó para estos gastos, de su propio peculio, la cantidad de más de seis mil pesos.".
Tras dejar constancia "de haver sido el finado don Manuel de Escalada, por su buen nombre y fama en esta ciudad, uno de sus moradores de mayor lustre", y de hacer extensiva esa opinión a sus hijos "como notoriamente lo tienen acreditado, así por lo que queda referido, como porque en la actualidad se hallan sirviendo en grado de ofiziales, en el Regimiento de Infantería de Milicias de esta ciudad. Todo lo qual no podía menos que exponer este Ilustre Cavildo, en obsequio de la verdad; mandando, como manda, que por el presente Escribano se les ponga, a continuación de su pedimento, testimonio de este Acuerdo".
El 1 de enero de 1783, finalizada la veda real, Francisco Antonio de Escalada fue elegido Alcalde de 2º voto y Juez de Menores. Pasó a desempeñar las funciones de Alcalde de 1º voto en 1784, año en que Vértiz fue reemplazado por Cristóbal Nicolás del Campo, Marqués de Loreto. Fue Escalada junto al Regidor Juan Gutiérrez Gálvez el responsable de ir a recibirlo a Montevideo el 23 de febrero de ese año.

### Consulado (1790-1799)
El 21 de agosto de 1790 fue uno de los más de cien firmantes de la reiterada petición para el establecimiento de un "Consulado y Tribunal de Comercio".  
En 1791 Francisco Antonio fue elegido nuevamente Regidor.
Finalmente el 30 de enero de 1794 mediante Real Cédula Carlos IV aprobó la solicitud y en junio de ese año quedó establecido el Consulado en Buenos Aires, compuesto por el Prior y los Cónsules Blas de Gainza, Juan Esteban de Anchorena y Juan Antonio Lezica, los Conciliarios Antonio García López, Francisco Ignacio Ugarte, Saturnino Sarassa, Isidro José de Balbastro, Manuel del Cerro, Pedro Díaz de Vivar, Joaquín de Arana, Diego de Agüero y Francisco Antonio de Escalada, el Síndico Cristóbal de Aguirre, el Contador José María del Castillo y el Secretario Manuel Belgrano.
Escalada desempeñó sus funciones como Conciliario en el Tribunal de Comercio. En esas circunstancias, en 1797 protagonizó un áspero debate con el Síndico Juan Ignacio Ezcurra, defensor del proteccionismo mercantil.
El detonante fue el arribo a Montevideo el 13 de marzo de la sumaca San Juan Bautista y de la lancha Nuestra Señora de Montserrat, tras transportar carne y harinas a las costas de África e "islas francesas conquistadas por los ingleses" y regresar con esclavos, azúcar, aguardientes, café y algodón. 
Escalada, afirmó que a causa de la guerra contra Inglaterra, las actividades de salazón de carnes se habían visto muy afectadas, "con inminente riesgo de que se pierdan los muchos quintales que de ellas tenemos estancadas, igualmente en las harinas, trigo y demás frutos", considerando que permitir su exportación no causaría "daño alguno al Estado ni al Comercio de la Península, antes sí mucho bien en que no se desperdicien nuestras producciones(...) y también aquel comercio, por la íntima relación que tiene con el florecimiento del nuestro, que, por lo tanto, no debe causarle celos, siquiera en tiempos de no poder proveernos del renglón de aguardientes de España, en medio de su gran consumo aquí y de la escasez y precio alto en que está, con conocida pérdida de nuestros fondos, reducidos a unas producciones, aunque abundantes, de valor ínfimo; pero que exportadas a las colonias extranjeras presentan una ganancia tan considerable que solo un gobierno indolente pudiera despreciarlas". 
Escalada apuntaba directamente "al tirano estanco mercantil de Cádiz": "Poco nos importa - dijo - que se perjudique Cádiz en uno, o más propiamente que deje de ganarlo, si, nosotros, con ese uno, aventajamos un ciento" y agregaba "Nosotros no somos apoderados del comercio de Cádiz, ni del de Lima, ni Habana, ni tenemos representación para reclamar sus fantásticos derechos sobre nosotros".
Su afirmación de "que el atraso del comercio, de la agricultura y de la industria en América tenía por origen la falta de libertad, y que el fomento de ella por medio de la libre extracción de sus productos debía ser todo el fin y el único objeto de la política del gobierno", sirvió como antecedente de la redacción de la Representación de los Hacendados de 1809.
Ese fue su último año en el Consulado. En 1799 fue elegido nuevamente como Alcalde de 1º voto

### Invasiones Inglesas (1806-1807)
Producida la primera de las Invasiones Inglesas y tras la reconquista de Buenos Aires por las fuerzas al mando de Santiago de Liniers en agosto de 1806, el Cabildo convocó para el 14 de agosto "a todas las clases aforadas" y vecinos representativos (100 invitaciones) a un Cabildo Abierto para determinar la forma de dar gracias a Dios por la victoria obtenida. No obstante el verdadero objetivo era "hacer a un lado la autoridad militar de un Virrey como el Marqués de Sobremonte, para depositarla en la fidelidad y el coraje del Comandante Liniers".
El 14 a las 11 de la mañana se reunió el Cabildo Abierto en la sala principal del Cabildo con la asistencia de 98 invitados, mientras en la Plaza Mayor y ocupando los pasillos y dependencias del edificio se agolpaba una multitud de 4000 personas.
Los miembros del Cabildo Abierto eran el Obispo, 2 Consejeros Reales y 7 Oidores, el Intendente, 2 contadores y 2 Ministros de la Real Hacienda, 2 canónigos y 3 prelados de las órdenes franciscanas, mercedaria y bethlemita, 8 jefes militares, 10 cabildantes y 3 miembros del Consulado, 9 abogados, 2 médicos y 48 propietarios y comerciantes. Uno de esos comerciantes era Francisco Antonio de Escalada.
Tras decidir celebrar un Te Deum, otorgar 12 dotes para doncellas, informar al Rey y al Virrey acerca de la Reconquista, otorgar pensión a las viudas de los muertos en la lucha, organizar fuerzas militares para rechazar una previsible segunda invasión e inventariar con idéntico objeto los recursos de guerra y alimentación disponibles, el Alcalde Francisco Lezica puso a consideración de la Asamblea el problema de fondo: si se le debía o no admitir en el mando de las fuerzas al Virrey Sobremonte siendo público y notorio que las tropas y el pueblo no aceptaban su jefatura, planteo cierto pero revolucionario en sus efectos.
El momento había sido previsto por Juan Martín de Pueyrredón, Juan José Paso, Joaquín Campana y Manuel José de Lavardén: ante el planteo de Lezica una multitud irrumpió en la sala exigiendo que Sobremonte fuera substituido por Liniers, lo que fue aceptado por la asamblea, incluyendo el voto de Francisco Antonio de Escalada.
Tratando de atemperar las consecuencias legales de esa decisión, una comisión integrada por el fiscal del Consejo de Indias José Gorbea Vadillo, el regente de la Audiencia Lucas Muñoz Cabero y el síndico procurador Benito de la Iglesia, fue enviada a solicitar a Sobremonte, que regresaba de Córdoba que delegara el mando a favor de Liniers. La entrevista se efectuó en Fontezuelas y el 28 de agosto desde San Nicolás de los Arroyos Sobremonte firmó finalmente el nombramiento de Liniers como comandante general de Armas, reservando el mando político a la Real Audiencia de Buenos Aires, tras lo que marchó a Montevideo con el propósito de encabezar la defensa de esa plaza ante la prevista invasión.

### Revolución de Mayo (1810-1814)

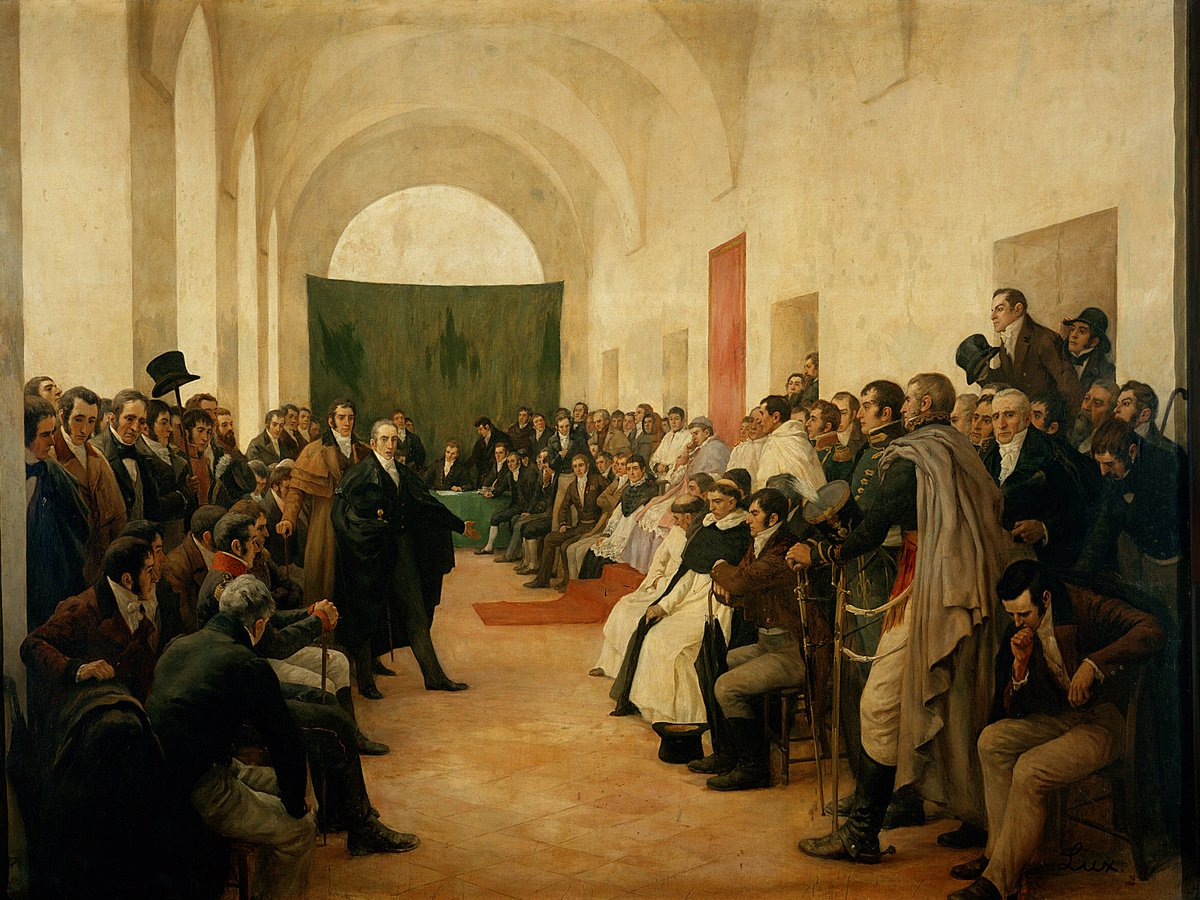
Cabildo abierto del 22 de mayo de 1810.

Escalada fue uno de los asistentes al Cabildo Abierto del 22 de mayo de 1810, en carácter de miembro del Consulado al igual que Belgrano. El acta capitular refleja su voto: "Por el Señor Don Francisco Escalada se dixo; que se conformava en todas sus partes con el voto del Señor Comandante, Don Martín Rodríguez", el que a su vez afirmaba "que en la imposibilidad de conciliar la permanencia de la autoridad del Gobierno con la opinión pública, reproducía en todas sus partes el dictámen del Señor don Cornelio Saavedra y de que el Señor Síndico tenga voto activo y decisivo en su caso, es decir, activo cuando no haya discordia, y decisivo cuando la haya". Finalmente, el voto de Saavedra proponía "que consultando la salud del pueblo, y en atención a las actuales circunstancias, debe subrogarse el mando superior que obtenía el Excelentísimo Cabildo, interín se forme la Corporación o Junta que debe ejercerlo, cuya formación debe ser en el modo que se estime por el Excelentísimo Cabildo, y que no quede duda de que el pueblo es el que confiere la autoridad o mando".
En noviembre de 1814, Escalada fue comisionado para el arreglo de la contribución de fincas.

### Caída de Alvear (1815)

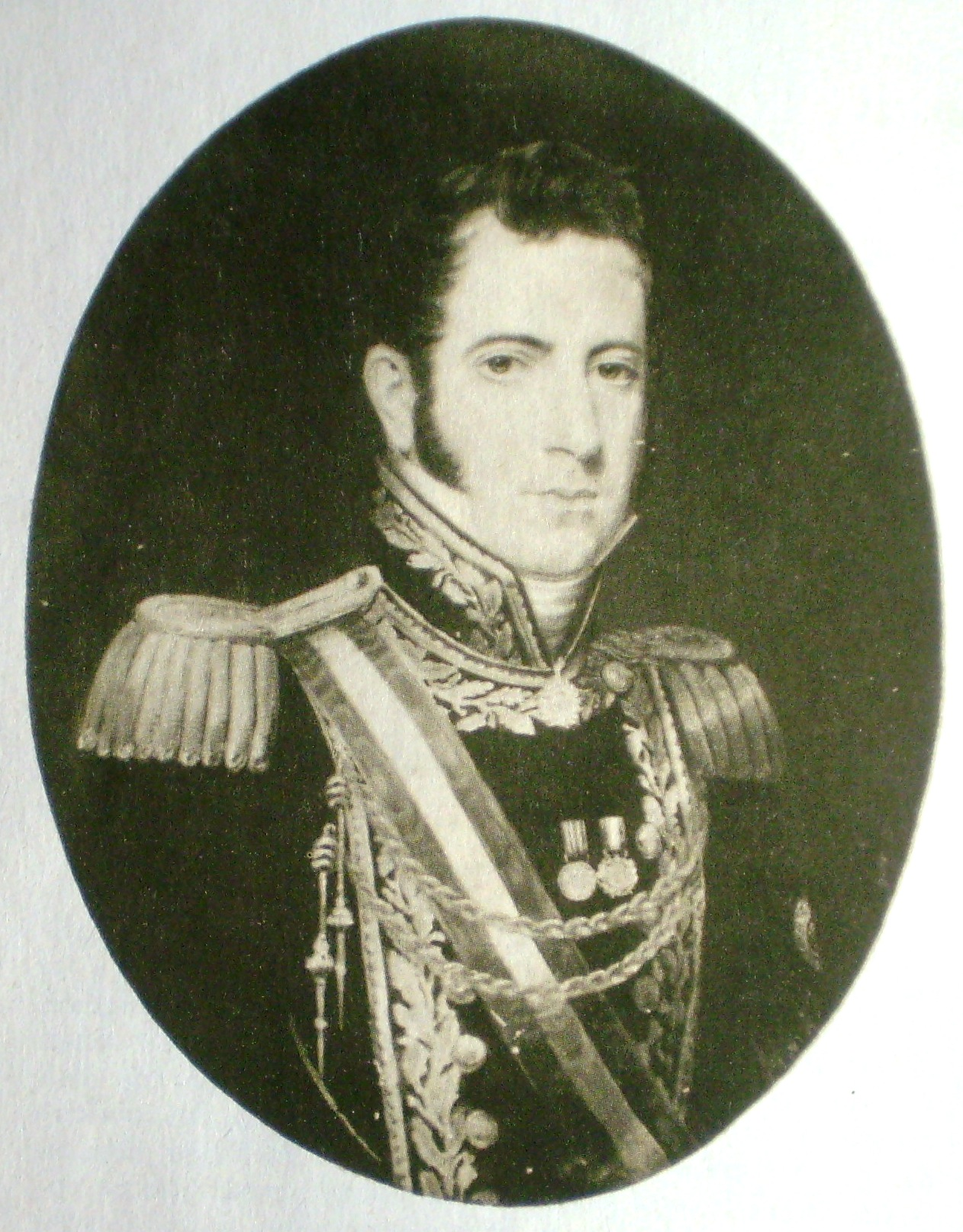
Carlos Alvear.

El 1 de enero de 1815 Francisco Antonio fue elegido Alcalde de 1º voto del Cabildo
El 9 de enero renunció el Director Supremo de las Provincias Unidas del Río de la Plata, Gervasio Antonio de Posadas y la Asamblea designó para el ejecutivo a su sobrino, el general Carlos María de Alvear, quien asumió el 12 de enero. Pese a las medidas formales de reconocimiento al nuevo mandatario dispuestas por el Cabildo encabezado por Escalada, Alvear era recibido 

con un desagrado general del público que no le adoptó semejante elección, con perjuicio de otros hombres de mérito que debían de haberlo sido; como también por las fatales consecuencias que de este nombramiento podrían originarse con las provincias y el ejército del Perú, que no lo quisieron de General, y ahora les dan un bofetón, con nombrarlo de General y Director Supremo del Estado; agraviando igualmente a esta capital, que no lo quería de una ni otra cosa; de manera que la Asamblea ha dado en esto, según dicen todos generalmente, un paso antipolítico, que está en riesgo que el Perú niegue totalmente la obediencia a Buenos Aires, y se gobierne independientemente.

En efecto, el 30 de enero los mandos del Ejército del Norte se pronunciaron ante su comandante el general José Rondeau contra Alvear: Martín Rodríguez, Manuel Vicente Pagola, Cornelio Zelaya, Carlos Forest, Martín Güemes, Juan Ramón Rojas, Rudecindo Alvarado y Domingo Soriano Arévalo, junto a otros 7 oficiales, en nombre de "los respectivos Cuerpos que representamos, prontos a dar la vida por su Patria, y en unión con todos los pueblos del Perú y el heroico de la Capital, cuyos representantes gimen oprimidos, víctimas de una facción horrorosa, protestan ante V. E. no obedecerán orden alguna del Director nombrado, Brigadier D. Carlos María de Alvear, por creerlo sospechoso, incapaz de llevar adelante el sistema de libertad que han jurado los americanos, y ser su elección notoriamente contraria a la voluntad declarada de todos los Pueblos".
A la pérdida del ejército del norte, Alvear sumaba la oposición de Córdoba, Entre Ríos, Santa Fe, Misiones y Corrientes, provincias bajo la influencia de Gervasio Artigas, la desobediencia civil del cabildo y pueblo de la provincia de Mendoza ante su decisión de reemplazar a su gobernador José de San Martín y la oposición general de la población de Buenos Aires, que repudiaba lo que consideraban ya una abierta dictadura.
Para salvar su gobierno Alvear intentó primero reducir a Artigas, enviando a esos efectos una división contra la provincia de Santa Fe al mando del coronel Ignacio Álvarez Thomas, pero este al llegar a Fontezuela (Pergamino) el 3 de abril se sublevó y marchó sobre Buenos Aires. Alvear acantonó su tropas en Olivos, pero pronto fue incapaz de frenar la deserción.
En la ciudad el gobernador intendente Miguel Estanislao Soler y el Cabildo presidido por Escalada iniciaron también el levantamiento, dando el golpe final a Alvear, quien renunció el 16 de abril:"El Alcalde de 1º voto don Francisco Escalada en nombre de aquella corporación, mandó levantar una horca frente a las casas consistoriales, para Alvear si era vencido".
Tras quedar provisoriamente a cargo del gobierno supremo, el cabildo encabezado por Escalada convocó a elecciones. Los 12 electores más votados por el pueblo nombraron Director Supremo al brigadier José Rondeau, y en su ausencia como suplente al coronel Álvarez Thomas.

### Milicias Cívicas
El 2 de mayo el Cabildo acordó que le fueran restituidos al cuerpo los honores de "Capitán General de la Provincia" que Alvear le había quitado, por lo que el Estatuto Provisional le concedía "el empleo de Brigadier nato de la Milicia Cívica" y a su Alcalde y Presidente, en este caso Francisco Antonio de Escalada, el derecho a vestir "la banda y plumaje de color azul y blanco, como insignia y distintivo de aquel grado".
Respecto de la declaración de traidor a Artigas, el 10 de mayo el Cabildo resolvió dar un "irrefutable testimonio del aprecio que le merece la conducta del General de los Orientales", Artigas, afirmando que el ayuntamiento había sido forzado "por la fuerza y amenazas del Tirano a suscribir la iniqua Proclama ultrajante del distinguido mérito de aquel Gefe" y ordenando que "se quemen por mano de verdugo, en medio de la Plaza de la Victoria, los exemplares que existen y conserbaban de dicha Proclama". 
El 20 de mayo el Cabildo eligió como jefes de la infantería de la flamante Milicia Cívica al coronel Blas Pico, al teniente coronel Juan Pedro Aguirre y comandantes Luciano Montes de Oca y José Domingo Urien, y de la caballería al coronel Pedro Ibáñez, el teniente coronel Clemente Díaz de Medina y el sargento mayor Pedro Uriondo, sumándose luego el coronel Miguel de Azcuénaga y los sargentos mayores José María Escobar y Máximo Zamudio.
Las fuerzas se organizaron con rapidez. Los escuadrones de caballería cívica establecieron sus cuarteles para una eventual movilización en el convento de los Recoletos Franciscanos, mientras que los tercios de infantería ocupaban la Barraca (embargada al alvearista Antonio Cornet) y el viejo Seminario y la casa lindera del francés Duval, frente a la Plaza de la Victoria e inmediatas al Cabildo.

### Director por tres horas (1816)

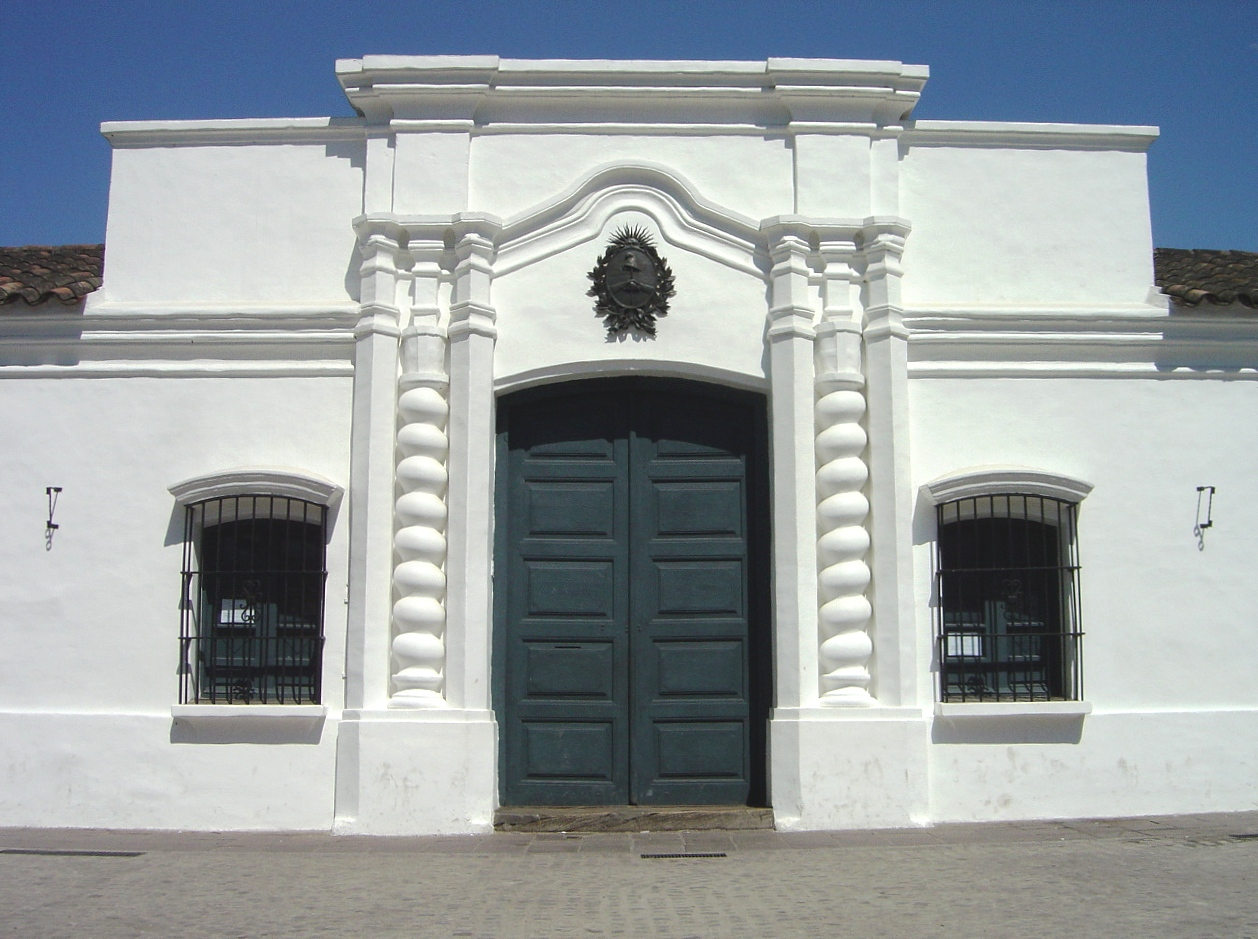
Sede del Congreso de Tucumán.

El 22 de agosto, los electores (12 por la ciudad y 11 por la campaña bonaerense) eligieron los diputados de Buenos Aires ante el Congreso de Tucumán: Pedro Medrano, Juan José Paso, Antonio Sáenz, Fray Cayetano José Rodríguez, José Darragueira, Tomás Manuel de Anchorena y Esteban Agustín Gascón.
Dado que Medrano, Gascón, Sáenz y Tomás de Anchorena habían sido elegidos diputados por Buenos Aires y José Mariano Serrano por Chuquisaca, la Junta de Observación debió renovar sus miembros siendo electos Ramón Eduardo de Anchoris, José Joaquín Ruiz, Juan José Cristóbal de Anchorena, José Miguel Díaz Vélez y Pedro Fabián Gómez; y como suplentes Miguel Mariano de Villegas, Antonio José de Escalada, Manuel Hermenegildo de Aguirre, Felipe Arana, Miguel de Irigoyen y José Gabino Blanco.
El 1 de enero de 1816 Francisco Antonio de Escalada fue reelegido como Alcalde de 1º voto.
Tras la derrota de Rondeau en la batalla de Sipe Sipe, el fracaso de las negociaciones con Artigas y el conflicto de poder entre la Junta de Observación y el director Supremo, la posición de este se debilitó rápidamente. El rumor de que a resultas de las misiones internacionales de Manuel José García en Río de Janeiro, y de Manuel de Sarratea, Belgrano y Bernardino Rivadavia en Europa se entregaría el país a alguna monarquía, hizo el resto. La Junta de Observación intimó a Álvarez Thomas a que remitiera todos los documentos y correspondencias relativas a dichas misiones, ante lo que el director convocó a un Cabildo Abierto para el 13 de febrero para reformar el Estatuto y restarle atribuciones a la Junta de Observación.
La Junta, con el apoyo del Cabildo, decretó la cesantía de Álvarez Thomas y nombró Director interino a Francisco Antonio de Escalada, "a quien lo hicieron reconocer por tal a las tropas y al pueblo por un bando. El Síndico don Juan Cossio supo este hecho, e inmediatamente junta al pueblo este mismo día, va a Cabildo, hace presente la tropelía echa al Director Álvarez, y la ninguna facultad que le asistía por sí solo, sin conocimiento del pueblo, para nombrar a otro; de cuyas resultas el pueblo depone a Escalada, y repone a Álvarez, de manera que Escalada fue Director por tres horas, pues se reconoció a las 9 de la mañana, y a las 12 del mismo día cesó".
El Cabildo Abierto nombró una nueva Junta llamada "Reformadora", entre cuyas funciones estaría renovar el Estatuto y que estaba integrada por Manuel Antonio Castro, el Deán Gregorio Funes, los presbíteros Luis José de Chorroarín y Domingo Achega y el abogado Tomás Antonio Valle, y una "Junta de Vigilancia" o "Comisión de Seguridad Individual" integrada por Miguel Mariano de Villegas, Juan García de Cossio y el gobernador intendente Manuel Luis Oliden. La situación pronto se tornó inmanejable para Escalada, ante un Cabildo que conservaba en teoría sus atribuciones y dos Juntas que ceñosas de sus prerrogativas se consideraban en última instancia como soberanas.

### Tratado con Santa Fe
En la provincia de Santa Fe, las fuerzas de Buenos Aires al mando de Viamonte capitulaban ante las tropas de Mariano Vera, por lo que el nuevo Comandante del Ejército de Observación, Manuel Belgrano, envió al coronel Eustaquio Díaz Vélez a negociar la paz con Vera. Sin embargo, Díaz Vélez llegó por su cuenta a un acuerdo con el representante de Vera, Cosme Maciel. El 9 de abril por el llamado tratado de Santo Tomé acordó la finalización las hostilidades, el retiro de las tropas directoriales, el reconocimiento como reemplazante de Belgrano al frente del Ejército y la destitución del Director Supremo. 
Ante la situación, Álvarez Thomas finalmente renunció, por lo que la Junta de Observación el 16 de abril nombró en su reemplazo al brigadier Antonio González Balcarce. Escalada fue designado junto a al coronel Marcos Balcarce y al doctor José Miguel Díaz Vélez, junto al diputado Miguel Calixto del Corro designado por el Congreso de Tucumán, para llegar a un tratado definitivo con Vera.
Dicho tratado, por el que se reconocía la autonomía federal de Santa Fe hasta la sanción de la Constitución, el envío de diputados de Santa Fe al Congreso y el pago de indemnizaciones por los daños causados por las tropas de Viamonte, fue ratificado por Vera, pero Buenos Aires lo envió en cambio al Congreso. Allí, el diputado Gascón propuso modificaciones, por lo que Vera a principios de julio abandonó las negociaciones y expulsó a Escalada y a los restantes enviados porteños.

### Provincianismo extemporáneo
Ante el temor de que el Congreso nombrara a un Director Supremo enemigo de la preeminencia de Buenos Aires, estando en firme la candidatura del salteño José Moldes, surgió un partido que propugnaba una efectiva provincialización de Buenos Aires.  
Si bien el 3 de mayo el Congreso de Tucumán elegía finalmente para el puesto a Juan Martín de Pueyrredón, en Buenos Aires se presentaban dos petitorios para que Buenos Aires se convirtiera en provincia y dejara de ser capital y como tal, asiento de los poderes nacionales y del Congreso.
Balcarce, apoyado por Soler, convertido en caudillo de los "cívicos" (las milicias urbanas), Manuel Dorrego y Pinto entre otros, convocó a un Cabildo Abierto en la Iglesia de San Ignacio, lo que era rechazado por el Cabildo presidido por Escalada y la Junta de Observación encabezada por Juan José de Anchorena, quienes eran partidarios de convocar a elecciones para resolver la cuestión.
El cabildo abierto se efectuó el 19 de junio sin la asistencia del cabildo regular y de la Junta de Observación, pero aun así se resolvió la convocatoria a la elección de representantes.
Ante las noticias de que los portugueses habían invadido la Banda Oriental, la Junta de Observación y el Cabildo acusando a Balcarce de "introducir la desunión" y "promover un provincianismo extemporáneo" lo depusieron y el 11 de julio designaron a Francisco Antonio de Escalada y a Miguel de Irigoyen, miembros de la Junta como gobernantes interinos, hasta la llegada del Director Supremo, Pueyrredón, lo que se hizo efectivo pocos días después, el 9 de agosto, retomando Escalada su lugar en el Cabildo.
El 13 de septiembre de 1816 Francisco Antonio de Escalada hizo jurar en la Plaza de la Victoria la independencia de las Provincias Unidas proclamada en Tucumán el 9 de julio.

### Últimos años (1816-1835)
Pese a su avanzada edad, en 1820 fue designado miembro de la Junta de Representantes de la Provincia de Buenos Aires, presidiendo el organismo. Fue así el firmante del Manifiesto de la Honorable Junta de Representantes de la Provincia de Buenos-Ayres a todas las demás hermanas de septiembre de ese año de la anarquía, por el que se llama a superar el estado presente de la nación ante el que expresa "¡Que espectáculo desconsolante y aflictivo", comunican las primeras noticias del reconocimiento de la independencia por los Estados Unidos, anuncia el envío de diputados a Córdoba.
Falleció el 5 de diciembre de 1835 en la ciudad de Buenos Aires, a los 86 años de edad.
En su tumba en el Cementerio de la Recoleta, declarada Monumento Nacional, puede leerse "Aquí yace Don Francisco Antonio de Escalada quien sirvió a su patria en los cargos más graves y honoríficos. Proclamó solemnemente su independencia y mereció el amor y el respeto de sus conciudadanos por su rectitud, desinterés y religiosidad. Falleció a los 86 años el 7 de diciembre de 1835, lo acompaña su hijo el Coronel D. José María de Escalada que murió el 14 de diciembre de 1839 a los 52 años de edad".
Su traje de Alférez Real del Cabildo, usado para el Paseo del Estandarte, se conserva en el Museo Histórico Nacional.
Los hermanos escoceses Juan y Guillermo Parish Robertson dirían de Francisco Antonio de Escalada que "era la más perfecta personificación del español grave, digno y urbano. Actuaba en forma prominente en los negocios principales de su ciudad natal", y continuaban: "Nunca hizo más honor a la toga civil un patriota mas decidido. Verlo con su sombrero tricornio, a la usanza antigua, y su vara negra de Alcalde (...)hacía pensar en un gentilhombre de los mejores tiempos. Pertenecía a una de las familias más distinguidas del país, y su conducta pública fue siempre irreprochable. Sean estas palabras un modesto elogio a uno de los más distinguidos ciudadanos de Buenos Aires."
Tuvo numerosos hijos: José Manuel, José María, María Angela, Francisco José, Lázaro Nicolás, María Bárbara, María Toribia, Mariano José, Eugenio José, Inocencio y Victorino José de Escalada y Bustillo Ceballos